# Warhammer 40,000: Dawn of War II - Chaos Rising
Warhammer 40,000: Dawn of War II - Chaos Rising est la première extension du jeu vidéo de stratégie en temps réel Warhammer 40,000: Dawn of War II. Elle est sortie le 12 mars 2010, et a été développée par Relic Entertainment et éditée par THQ,. C'est une extension stand-alone, ce qui signifie qu'il n'y a pas besoin de posséder le jeu original pour pouvoir y jouer.

## Synopsis
Le mode un joueur se déroule à peu près un an après les évènements contés dans la campagne du jeu original. Le joueur dirige toujours les mêmes escouades de Blood Ravens, avec l'ajout d'un archiviste, Jonah Orion.
L'histoire commence après la réapparition de la planète Aurelia, sortie du Warp après des siècles de disparition. Cette boule de glace renferme biens des mystères. L'émergence du Chaos se mêle à la traîtrise de sujets de l'empereur, ainsi que de rixes avec les Eldars, les Orks et quelques tyrannides.

## Système de jeu
Les escouades peuvent désormais gagner plus d'expérience, et un système de corruption a été mis en place. De nouveaux pouvoirs mortels sont disponibles si le joueur choisit la voie corruption lorsqu'un dilemme se présente à lui ou qu'il utilise de l’équipement corrompu.
La corruption globale de vos unités aura une influence directe sur la campagne, avec de nouveaux pouvoirs, mais aussi de nouveaux ennemis, se trouvant au départ dans votre camp et se rebellant contre le joueur.

### Nouveautés
Une nouvelle race a été ajoutée au mode multijoueur : le Chaos. De nouvelles unités ont été ajoutées à chaque race, et de nouvelles cartes multijoueur sont disponibles. De plus, un héros Tyranide et un du Chaos ont été ajoutés au mode de jeu Baroud d'honneur. Il est à noter qu'un patch officiel est sorti le jour même, permettant aux joueurs ne possédant pas l'extension de pouvoir profiter des nouvelles unités pour les races précédentes et des nouvelles cartes multijoueur.

## Accueil
| Chaos Rising  |      |       |
| Média         | Pays | Notes |
| GameSpot      | US   | 85 %  |
| Jeuxvideo.com | FR   | 17/20 |